# Tanin Kiatlerttham

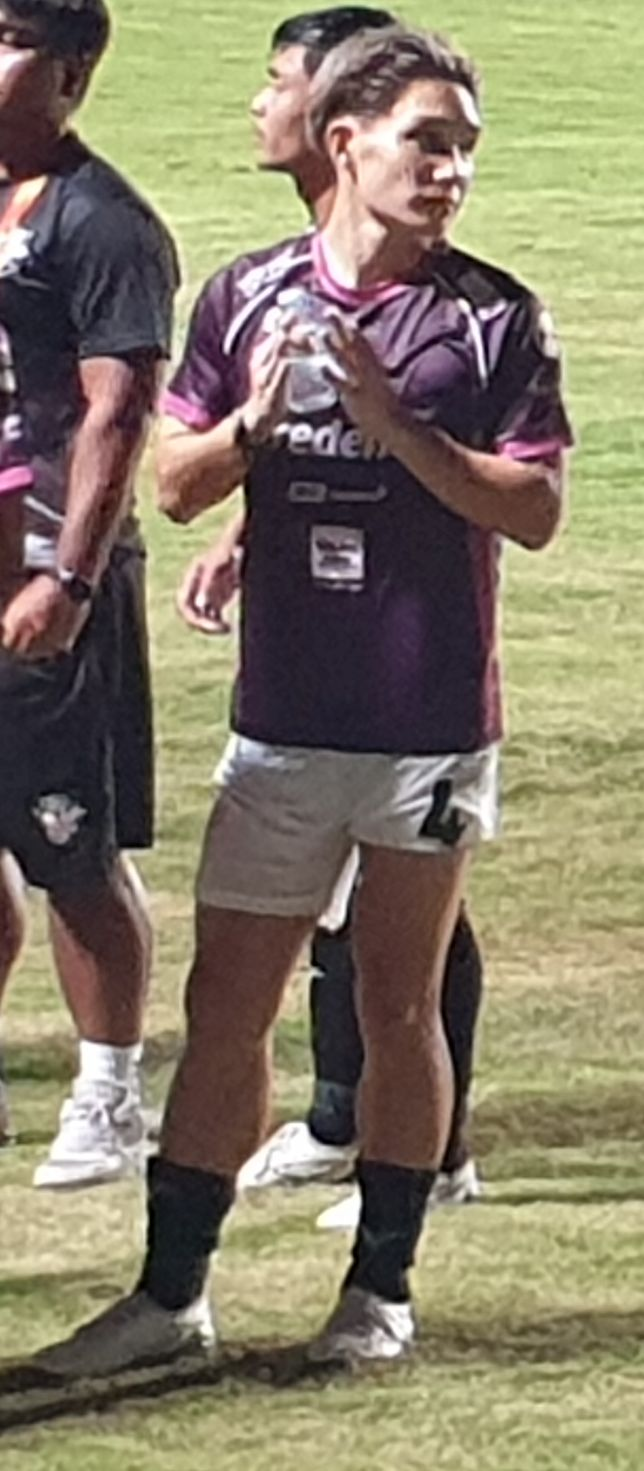

Tanin Kiatlerttham (thailändisch ธนินท์ เกียรติเลิศธรรม, * 23. August 2000) ist ein thailändischer Fußballspieler.

## Karriere
Tanin Kiatlerttham spielte bis 2018 beim BGC FC in der vierten Liga, der Thai League 4. 2019 wechselte er zum Zweitligisten BG Pathum United FC nach Pathum Thani. Für BG absolvierte er 13 Spiele in der Thai League 2. Am Ende der Saison wurde er mit dem Club Meister und stieg somit in die erste Liga auf. 2020 wurde er an den Erstligaabsteiger Chiangmai FC nach Chiangmai ausgeliehen. Hier kam er in der zweiten Liga nicht zum Einsatz. Anfang 2021 lieh ihn der Drittligist Raj-Pracha FC aus Bangkok aus. Der Verein spielte in der dritten Liga, der Thai League 3. Hier trat Raj-Pracha in der Western Region an. Am Ende der Saison wurde er mit Raj-Pracha Vizemeister der Region. In den Aufstiegsspielen zur zweiten Liga belegte man den dritten Platz und stieg somit in die zweite Liga auf. Nach der Ausleihe kehrte er Ende Mai 2022 zu BG zurück. Am 3. Juni 2022 wechselte er ablösefrei zum Zweitligisten Chiangmai FC. Für Chiangmai bestritt er ein Spiel im Pokal sowie ein Spiel im Ligapokal. Zur Rückrunde 2022/23 unterschrieb er im Januar 2023 einen Vertrag beim ebenfalls in der zweiten Liga spielenden Raj-Pracha FC. Am Ende der Saison musste der Hauptstadtverein in die dritte Liga absteigen. Nach dem Abstieg verließ er den Verein und schloss sich dem Zweitligisten Chainat Hornbill FC an.

## Erfolge
BG Pathum United FC
- Thailändischer Zweitligameister: 2019  ▲

Raj-Pracha FC
- Thai League 3 – West: 2020/21 (2. Platz)
- Thai League 3 – National Championship: 2020/21 (3. Platz)  ▲